# Sergei Gorbok
Sergei Valeryevich Gorbok, más conocido como Sergei Gorbok, (Minsk, 4 de diciembre de 1982) es un exjugador de balonmano ruso-bielorruso que jugaba de lateral izquierdo. Su último equipo fue el RK Vardar. Fue un componente de la selección de balonmano de Bielorrusia y de la selección de balonmano de Rusia.
Con la selección bielorrusa disputó 42 partidos entre 2001 y 2009, logrando marcar 193 goles, mientras que con la selección rusa jugó desde 2012, hasta su retirada en 2020, disputando 85 partidos con Rusia, en los que anotó 243 goles.

## Palmarés

### SKA Minsk
- Liga de Bielorrusia de balonmano (3): 2000, 2001, 2002

### ZTR Zaporozhye
- Liga de Ucrania de balonmano (2): 2004, 2005

### RK Celje
- Liga de balonmano de Eslovenia (2): 2006, 2007
- Copa de Eslovenia de balonmano (2): 2006, 2007

### Chejovskie Medvedi
- Liga de Rusia de balonmano (3): 2011, 2012, 2013
- Copa de Rusia de balonmano (3): 2011, 2012, 2013

### Vardar
- Liga de Macedonia de balonmano (3): 2015, 2016, 2019
- Copa de Macedonia de balonmano (2): 2015, 2016
- Liga de Campeones de la EHF (1): 2019
- Liga SEHA (1): 2019

### Pick Szeged
- Liga húngara de balonmano (1): 2018

## Clubes
- SKA Minsk (1999-2003)
- ZTR Zaporozhye (2003-2005)
- RK Celje (2005-2007)
- Rhein-Neckar Löwen (2007-2010)
- Chejovskie Medvedi (2010-2013)
- Rhein-Neckar Löwen (2013-2014)
- RK Vardar (2014-2016)
- SC Pick Szeged (2016-2018)
- RK Vardar (2018-2020)